# Харьково-Полтавское
Ха́рьково-Полта́вское — село в Брюховецком районе Краснодарского края.
Входит в состав Большебейсугского сельского поселения.

## Население
| 2002 | 2010 |
| ---- | ---- |
| 252  | ↘221 |

## Улицы
В селе имеется одна улица: Дружбы